# Viviane Baladi

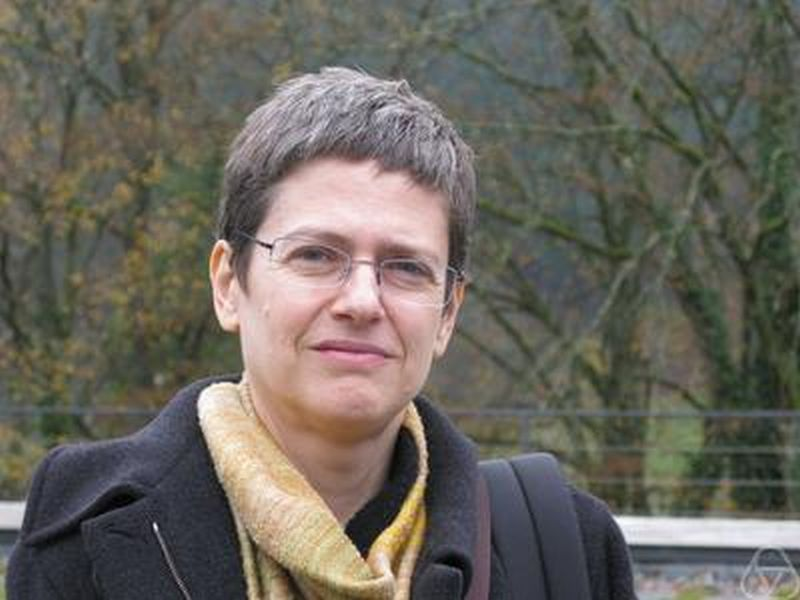
Viviane Baladi

Viviane Baladi (ur. 23 maja 1963) – szwajcarsko-francuska matematyczka, związana od 1990 z Centre national de la recherche scientifique (CNRS). Zajmuje się teorią ergodyczną, układami dynamicznymi i fizyką matematyczną.

## Życiorys
W 1986 ukończyła studia z matematyki i informatyki na Uniwersytecie Genewskim. Stopień doktora uzyskała w 1989 na tej samej uczelni, promotorem doktoratu był Jean-Pierre Eckmann. Od 1990 - z przerwami na pobyty w innych ośrodkach - pracuje w CNRS.
Swoje prace publikowała m.in. w prestiżowych czasopismach matematycznych: „Journal of the American Mathematical Society” i „Inventiones Mathematicae". Była redaktorką m.in. „Inventiones Mathematicae" i „Publications mathématiques de l'IHÉS”.
W 2014 roku wygłosiła wykład sekcyjny na Międzynarodowym Kongresie Matematyków w Seulu. Była też jedną z głównych prelegentek m.in. w 2019 na Dynamics, Equations and Applications (DEA 2019) i w 2021 na International Congress on Mathematical Physics.
W 2017 zdobyła prestiżowy ERC Advanced Grant. Od 2018 jest członkinią Academia Europaea.